# Apache (rappeur)
Pour les articles homonymes, voir Apache.
Apache, né Anthony Peaks le 26 décembre 1964 à Jersey City et mort le 22 janvier 2010 à Bethlehem, est un rappeur américain.

## Biographie
Apache émerge du New Jersey à la fin des années 1980 comme chanteur de Flavor Unit, un groupe de hip-hop. Il participe au premier album de Flavor Unit, The 45 King Presents The Flavor Unit, en 1990. Il collabore également aux côtés de Naughty By Nature, Queen Latifah, 2Pac et Fat Joe. Apache signe au label Tommy Boy Entertainment/Warner Bros. Records et publie son premier album, Apache Ain't Shit en 1993, qui atteint la 66e place du Billboard 200, et la 15e aux Top R&B/Hip-Hop Albums. Aussi extrait de l'album, le single Gangsta Bitch, qui atteint la 67e place du Billboard Hot 100 et la 11e place des Hot Rap Singles. Apache publie aussi un single Do Fa Self en 1993.
Apache décède le 22 janvier 2010, de causes inconnues. Selon les membres de Flavor Unit, Ali Ba-Ski et Lakim Shabazz, sa mort serait liée à une malfonction cardiaque causée par des années d'alcool et de tabagisme.

## Discographie
- 1993 : Apache Ain't Shit

## Filmographie
- 1993 : Who's the Man? de Ted Demme